# Муратова, Татьяна Сергеевна
Татьяна Сергеевна Муратова (19 сентября 1979, Москва) — российская спортсменка по современному пятиборью. Заслуженный мастер спорта России (1999). Двукратная чемпионка мира (1999, 2005) в командном зачете, пятикратная чемпионка Европы (1997, 1999, 2004, 2005) в эстафете и командном первенстве по современному пятиборью. Шестикратная чемпионка России в личном первенстве. Трёхкратный обладатель Кубка России в личном первенстве (2002, 2003, 2005). Единственная российская пятиборка, участвовавшая в трёх Олимпийских играх (2000, 2004, 2008). Серебряный призер Чемпионата Европы в личном первенстве 2004 года, бронзовый призер Чемпионата Европы в личном первенстве 2000 года. Двухкратная победительница Первенства мира среди юниорок в личном первенстве 1999,2000 гг. Неоднократная победительница и призер Этапов Кубка мира. На Финале Кубка мира в 2003 году завоевала бронзовую медаль в личном первенстве., в 2005 году стала серебряным призером Финала.

## Достижения

### Олимпийские игры
Олимпийские игры 2000
- На Олимпийских играх 2000 в Сиднее  Австралия выступала в личном первенстве.
- Итоговые результаты.

| Место | Спортсмен                 | Возраст | стрельба результат/очки | фехтование результат/победы/поражения | плавание результат/очки | конкур | Кросс 3 км результат/очки | Сумма |
| 13    | Татьяна Муратова · Россия | 20 лет  | 177/1060                | 800/11V-12D                           | 2:27.86/1122            | 1040   | 11:41.86/914              | 4936  |

Олимпийские игры 2004
- На Олимпийских играх 2004 в Афинах  Греция выступала в личном первенстве.
- Итоговые результаты.

| Место | Спортсмен                 | Возраст | стрельба результат/очки | фехтование результат/победы/поражения | плавание результат/очки | конкур | Кросс 3 км результат/очки | Сумма |
| 27    | Татьяна Муратова · Россия | 24 лет  | 174/1024                | 804/15V-16D                           | 2:20.22/1240            | 820    | 11:22.30/992              | 4880  |

Олимпийские игры 2008
- На Олимпийских играх 2008 в Пекине  Китай выступала в личном первенстве.
- Итоговые результаты.

| Место | Спортсмен                 | Возраст | стрельба результат/очки | фехтование результат/победы/поражения | плавание результат/очки | конкур | Кросс 3 км результат/очки | Сумма |
| 11    | Татьяна Муратова · Россия | 28 лет  | 179/1074                | 928/22V-13D                           | 2:22.98/1208            | 1108   | 10:49.35/1124             | 5452  |

### Чемпионаты мира.
Татьяна Муратова принимала участие в 12 чемпионатах мира по современному пятиборью среди женщин. Она обладатель 12 медалей (2-золотых, 5-серебряных и 5-бронзовых). Все медали завоеваны в командных соревнованиях и эстафетах. Самый лучший результат в личном зачете стали 4 места на Чемпионате мира 2002 года в Сан-Франциско  США и Чемпионате мира 2006 года в  Гватемала.
- София 1997: серебро в команде.
- Будапешт 1999: золото в команде.
- Millfield 2001 года:  серебро в эстафете и  бронза в команде.
- Сан-Франциско 2002: бронзовая медаль в команде.
- Пезаро 2003 года: серебро в команде.
- Москва 2004: бронзовая медаль в команде.
- Варшава 2005: золото в команде и  серебро в эстафете.
- Гватемала-Сити 2006: бронзовая медаль в эстафетной команде.
- Берлин 2007: бронзовая медаль в команде.

- Победитель Первенства мира среди юниоров 2000 года в личном зачете.

Чемпионаты Европы:
- Москва 1997 золото в эстафете и бронза в командном первенстве.
- Варшава 1998: бронзовая медаль в команде.
- Тампере 1999: золото в команде.
- Székesfehérvár 2000: бронзовая медаль в личном первенстве.
- Усти-над-Лабем 2002: бронзовая медаль в эстафетной команде.
- Албена 2004: золото в команде и серебро в личном зачете.
- Montepulciano 2005, золото в эстафете и командном первенстве.
- Будапешт 2006: бронзовая медаль в эстафетной команде.
- Riga 2007: серебро в эстафете.
- Москва 2008. Бронзовая медаль в эстафете и командном первенстве.
- Победительница международных соревнований по современному пятиборью «Золотой Кубок Москвы» (2005).

Турнир «Золотой Кубок Москвы» проходил впервые. Уникальность этих соревнований состоит в том, что они длятся всего несколько часов и представляют собой серию коротких демонстрационных состязаний по современному пятиборью, которые проходят на одной спортивной арене. Так, на стадионе в «Битце» пятиборцы стреляли, фехтовали, преодолевали препятствие на лошадях, бегали и плавали в бассейне.